# Arius sumatranus
Arius sumatranus es una especie de pez de la familia Ariidae en el orden de los Siluriformes.

## Morfología
• Los machos pueden llegar alcanzar los 32 cm de longitud total.

## Distribución geográfica
Se encuentra desde el Pakistán hasta Tailandia, las Filipinas e Indonesia.